# Lumi i Valbonës
Valbona (albanska: Lumi Valbonës) är ett vattendrag i Albanien.   Det ligger i prefekturen Qarku i Kukësit, i den norra delen av landet, 100 km norr om huvudstaden Tirana. Lumi i Valbonës ligger vid sjön Liqeni i Fierzës.
Trakten runt Lumi i Valbonës består till största delen av jordbruksmark.  Runt Lumi i Valbonës är det ganska glesbefolkat, med 26 invånare per kvadratkilometer. Naturen i Valbonas kanjon är orörd och själva floden hör till de renaste i Europa.  